# Platyrrhinus aurarius
El murciélago chato de El Dorado (Platyrrhinus aurarius) es una especie de quirópteros dentro de la familia del Phyllostomidae.

## Ubicación
Se lo puede encontrar en Guyana, Surinam, en el norte de Brasil y en el sur de Venezuela.